# Штрак, Генрих
Иоганн Генрих Штрак (нем. Johann Heinrich Strack; 6 июля 1805, Бюккебург —13 июля 1880, Берлин) — немецкий архитектор периода историзма, ученик Карла Фридриха Шинкеля.

## Биография
Генрих Штрак родился в семье живописца-портретиста и пейзажиста Антона Вильгельма Штрака (1758—1829). Его мать была родом из семьи Тишбейнов и приходилась сестрой Иоганну Генриху Тишбейну-старшему. В 1824—1838 годах Штрак учился в Берлинской строительной академии и в Прусской королевской академии искусств. Получил диплом землемера, а затем инспектора земельного, водного и дорожного строительства. В 1825—1832 годах работал в мастерской выдающегося архитектора Карла Фридриха Шинкеля, принимал участие в обустройстве покоев кронпринца Фридриха Вильгельма IV в Королевском дворце в Берлине.
В период 1827—1832 годов под руководством архитектора Август Фридриха Августа Штюлера трудился на строительстве императорских дворцов прусской столицы. С 1832 по 1837 год Генрих Штрак работал независимым частным строителем. Сотрудничество со Штюлером переросло в дружбу, и оба побывали в Санкт-Петербурге, Париже и Лондоне. Наиболее известной работой Иоганна Генриха Штрака стала Колонна Победы в Берлине (Siegessäule, 1873).
С 1832 года Штрак был членом Гамбургского общества художников (Hamburger Künstlerverein). В 1841 году получил звание профессора академии художеств, где с 1839 года преподавал архитектуру. В 1842 году Штрак получил должность придворного инспектора по вопросам строительства. В 1854 году Генрих Штрак стал профессором Берлинской строительной академии. В 1850 году — членом недавно созданного Департамента технического строительства. В 1854 году был назначен профессором Берлинской академии наук в качестве преемника Штюлера. В 1856—1857 годах руководил реконструкцией берлинского Дворца кронпринцев. Выполнял заказы частных клиентов. Для Августа Борсига построил дом в Моабите (район в центре Берлина), а также новое здание машиностроительного института на Шауссеештрассе в Берлине. В 1865 году Генрих Штрак был избран иностранным членом Академии изящных искусств (Académie des Beaux-Arts) в Париже.
Штрак давал уроки рисованию сыну Вильгельма Фридриху и сопровождал его в поездке в Италию в 1853—1854 годах. На раскопках в Афинах Штрак вместе с Эрнстом Курциусом и Карлом Бёттихером обнаружил в 1862 году у подножия Акрополя руины театра Диониса.
Изучение античных памятников побудило Генриха Штрака к исследованиям, в результате которых он опубликовал несколько важных сочинений по теории архитектурных конструкций. Он также проявил себя в качестве градостроителя. В первой половине XIX века Берлин превратился из обычного города бидермайеровской эпохи в промышленный, торговый и транспортный центр Германии, в связи с чем возникли новые строительные задачи. Классическая античность оставалась неизменной основой архитектурного творчества Штрака, но развивалась благодаря новаторским идеям К. Ф. Шинкеля. Штрак предпочитал рациональную планировку, «павильонный порядок и ступенчатую структуру зданий, соединенных в аркады с колоннадами». В рамках мировоззрения историзма Генрих Штрак, как и Шинкель, участвовал в постройке нескольких церковных зданий в формах неоготического стиля. Он не принимал стили неоренессанс, необарокко и неорококо с их эклектичными отступлениями. Поэтому последующая критика посчитала произведения Штрака в сравнении с постройками Шинкеля «однообразными и бледными».
Когда Штрак вышел на пенсию в 1876 году, кайзер Вильгельм I назначил его «архитектором императора». Генрих Штрак был удостоен Баварского ордена Максимилиана «За достижения в науке и искусстве» и прусского ордена Pour le Mérite («За заслуги в области искусств и науки»).
Могила Штрака на кладбище Доротеенштадт в центре Берлина, в оформлении которой участвовали Райнхольд Персиус и Юлиус Эммерих, была создана по проекту его приемного сына Генриха Штрака Старшего. Она имеет форму эдикулы и включает портретный бюст архитектора работы Александра Каландрелли. В 1990-х и начале 2000-х годов организация по обслуживанию садовых памятников Берлина отреставрировала могилу Штрака, восстановила утраченную решётку из кованого железа, сохранила бюст, заменив его копией.

## Публикации
- В соавторстве с Ф. Мейерхаймом и Ф. Куглером. Архитектурные памятники Старого рынка Бранденбурга (Architectonische Denkmäler der Altmark Brandenburg). 1833
- Архитектурный альбом. В 5-ти выпусках (опубликовано 3). Коллекция строительных конструкций с особым вниманием к деталям и конструкциям. По редакцией Берлинской ассоциации архитекторов. (Architektonisches Album. Eine Sammlung von Bau-Entwürfen mit besonderer Berücksichtigung der Details und Constructionen. Redigirt vom Architekten-Verein zu Berlin durch Stüler, Knoblauch, Strack):

1. Проект для местной компании железной дороги от Санкт-Петербурга до Павловска от Штюлера и Штрака (Entwurf zum Gesellschafts-Local der Eisenbahnanlage von St. Petersburg nach Pawlowsk von Stüler und Strack). 1838
2. Здание древнегреческого театра (Das altgriechische Theatergebäude). 1843
3. Замок Бабельсберг (Schloss Babelsberg). 1857

## Галерея

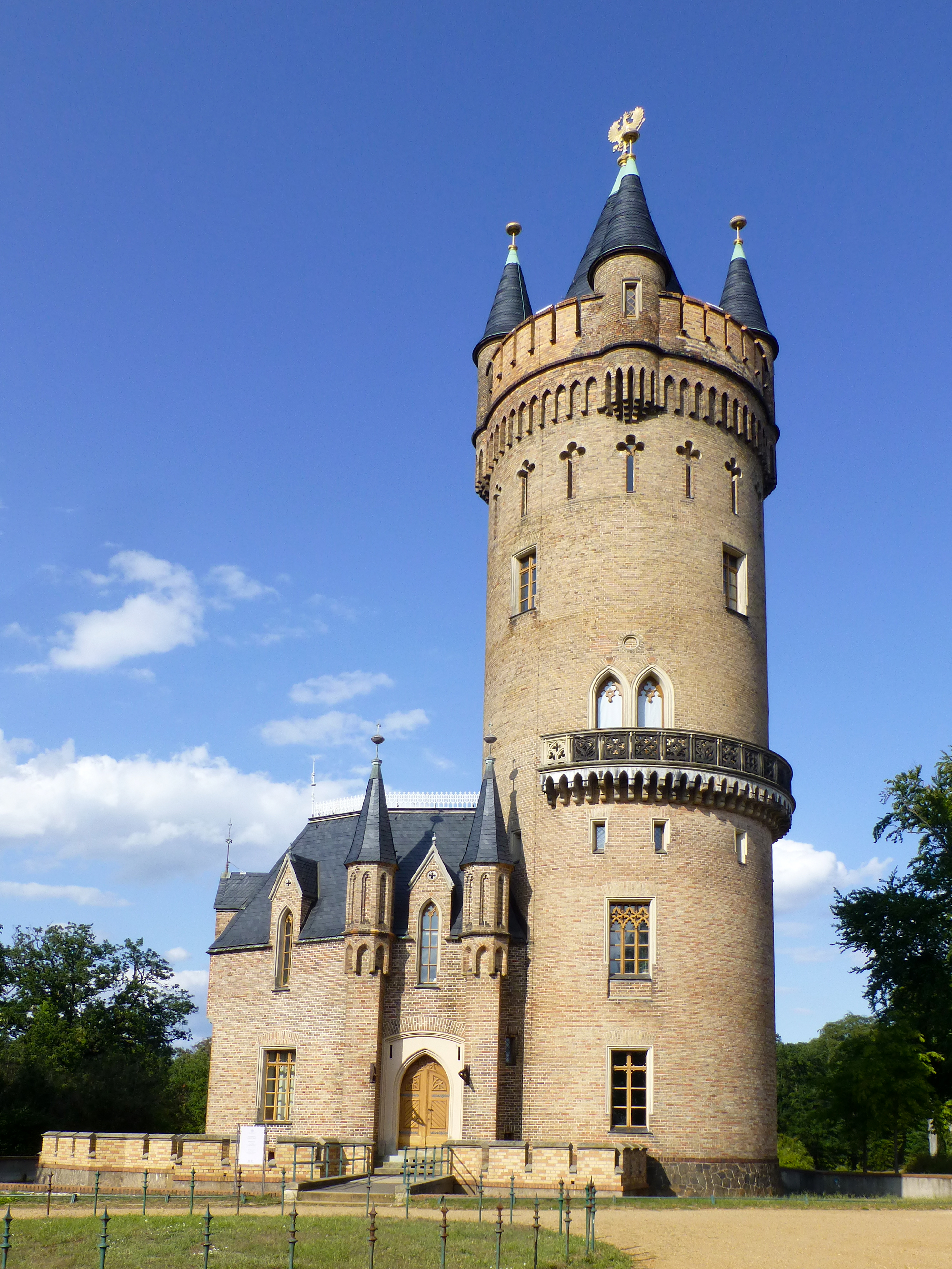
Башня в парке Бабельсберг. Потсдам. 1853–1856
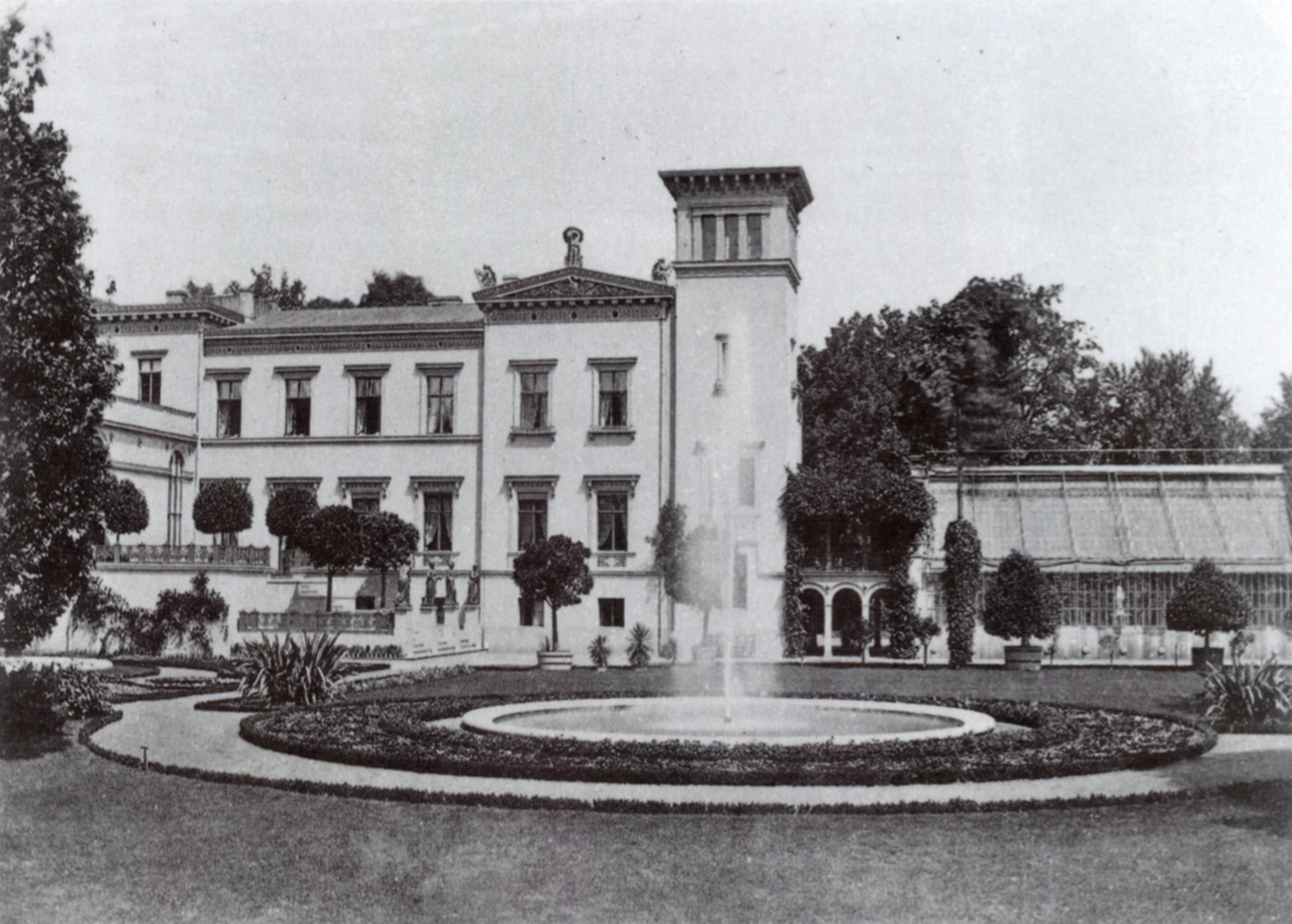
Вилла Борсиг. Берлин-Моабит. 1842–1845, 1848
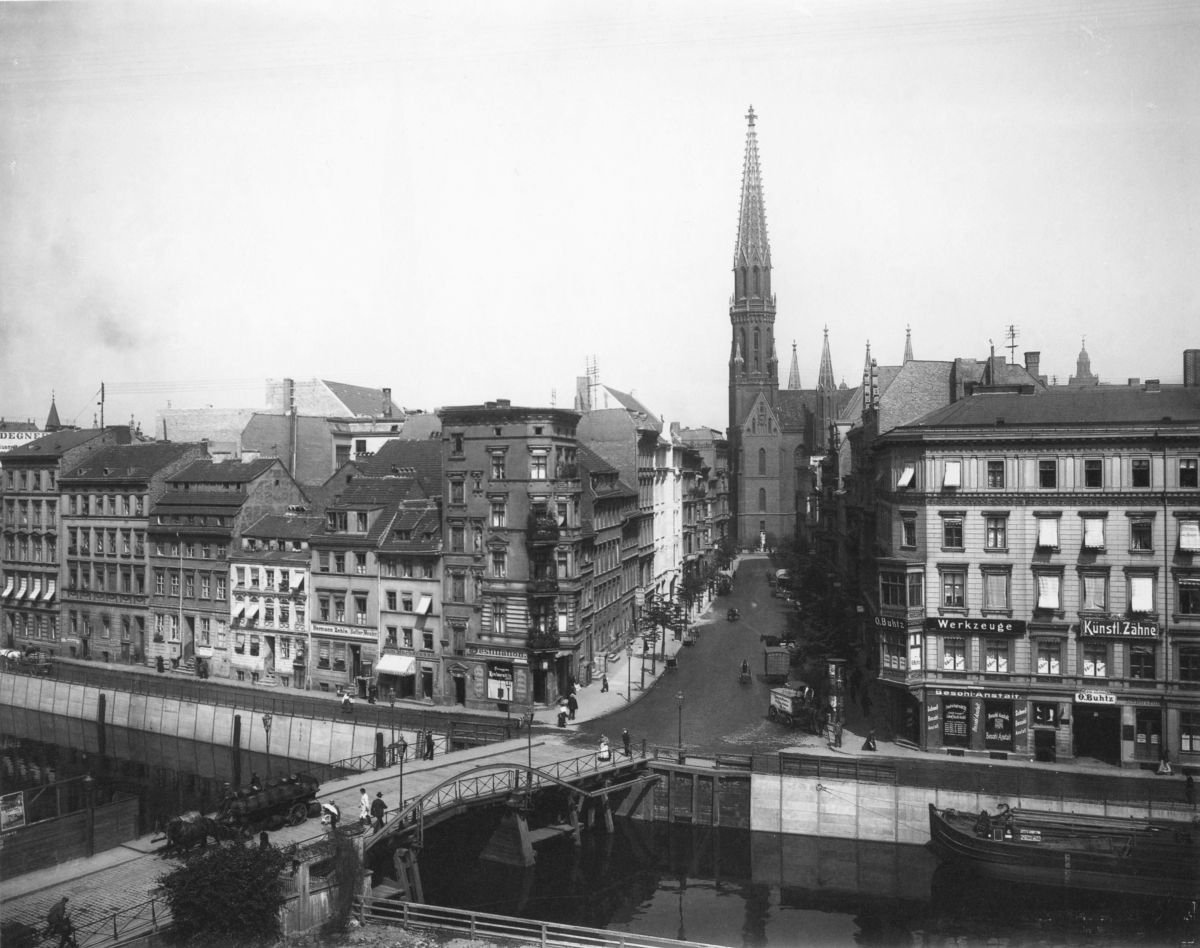
Петрикирхе на Грюнштрассе. Берлин-Митте. 1847–1853
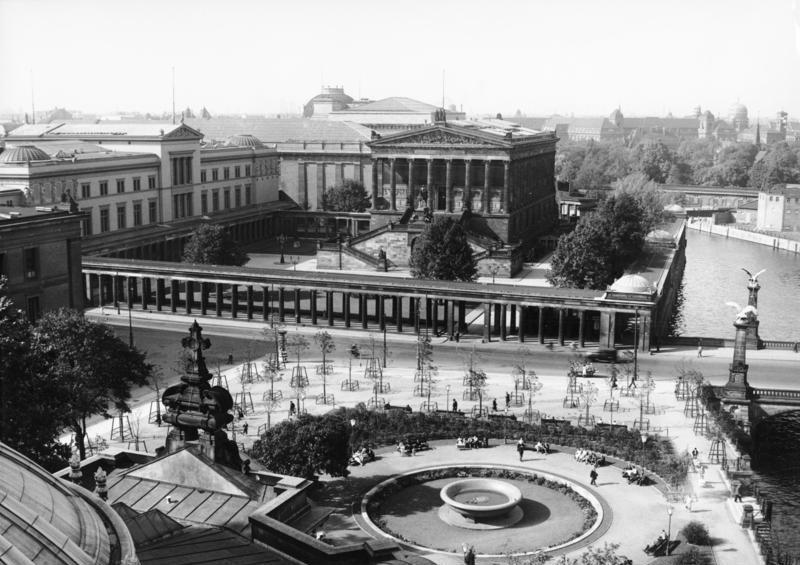
Люстгартен, Новый музей (слева) и Старая национальная галерея (перестройки Г. Штрака 1866–1875 гг.). Фотография 1938 года
Колонна Победы в Берлине. 1873
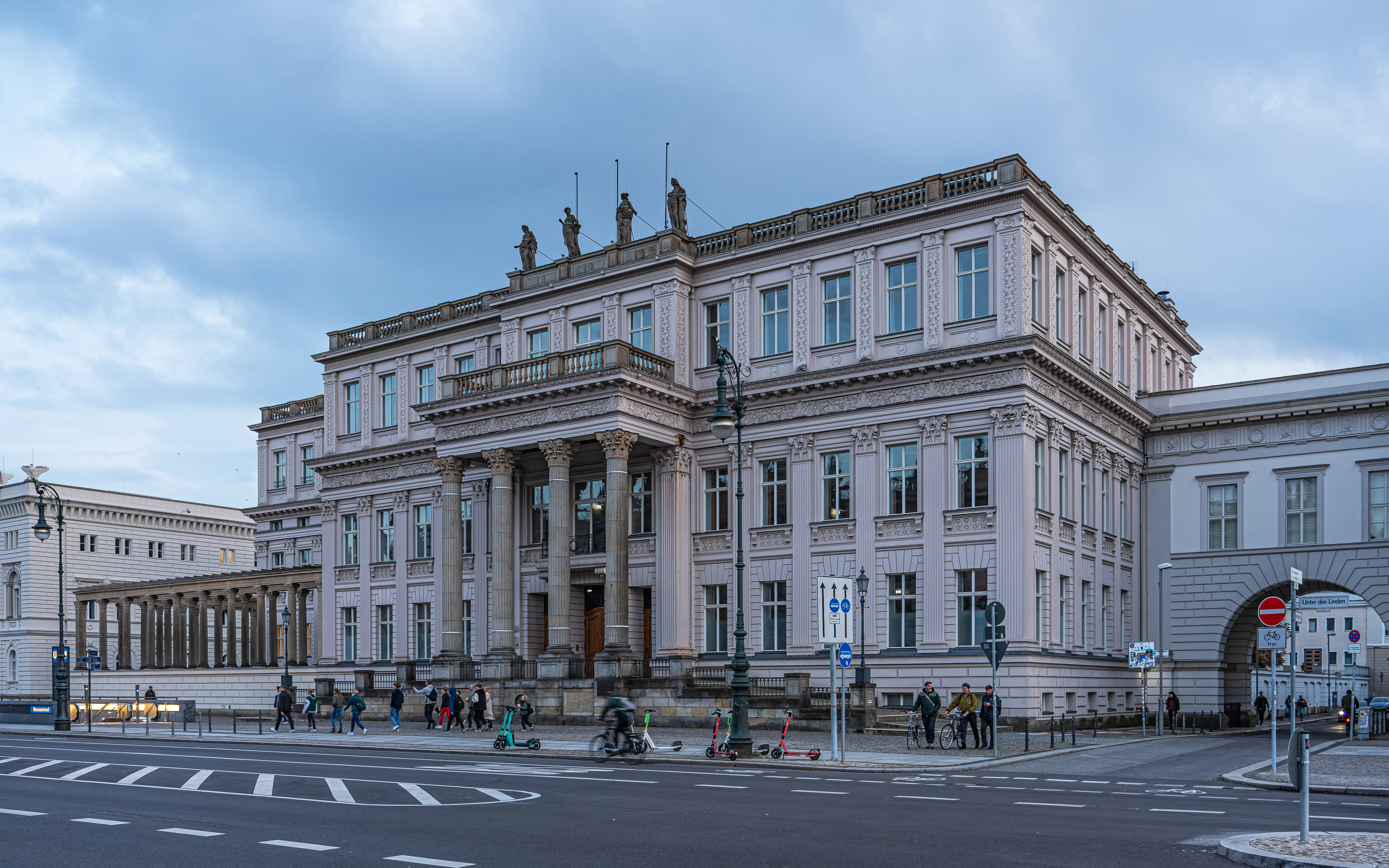
Дворец кронпринцев на Унтер ден Линден. Берлин. 1856–1857
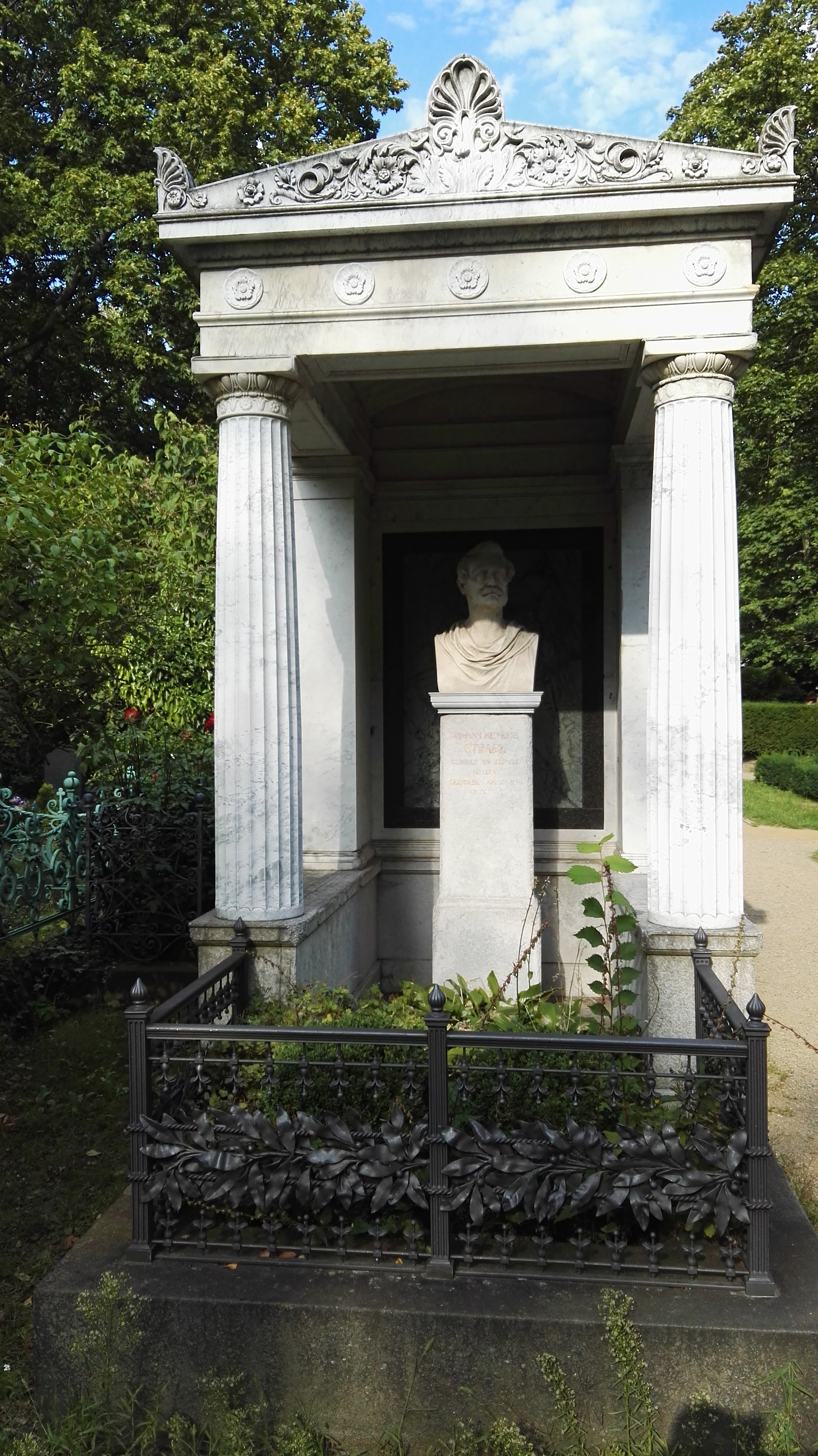
Надгробие Г. Штрака на Доротеенштадтском кладбище. Берлин. 1880